# Yellowstone County
Yellowstone County je okres ve státě Montana v USA. K roku 2010 zde žilo 147 972 obyvatel. Správním městem okresu je Billings. Celková rozloha okresu činí 6 861 km².

## Sousední okresy
| Růžice kompasu | Golden Valley County | Musselshell County | Rosebud County  | Růžice kompasu |
| Růžice kompasu | Stillwater County    | Sever              | Treasure County | Růžice kompasu |
| Růžice kompasu | Stillwater County    | Yellowstone County | Treasure County | Růžice kompasu |
| Růžice kompasu | Stillwater County    | Jih                | Treasure County | Růžice kompasu |
| Růžice kompasu | Carbon County        | Big Horn County    | Big Horn County | Růžice kompasu |